# Feministiskt initiativ (Sverige)
 "Feministiskt_initiativ" omdirigeres hertil. For andre betydninger af Feministiskt_initiativ, se Feministiskt_initiativ (flertydig).
Feministiskt initiativ (forkortet FI eller F!) er et politisk parti i Sverige.
Partiets hjertesag er radikal feminisme. Partiet blev grundlagt den 4. april 2005, og ved det efterfølgende årsmøde i september samme år blev det vedtaget at omdanne det til et reelt politisk parti. Partiet har stillet op med kandidater ved Rigsdagsvalget 2006, Europa-Parlamentsvalget 2009 og Riksdagsvalget 2010, men har ikke opnået nok stemmer til at komme ind. Ved Europaparlamentsvalget 2014 vandt Feministisk Initiativ en enkelt plads i Europaparlamentet. Dette er den eneste gang at Feministisk Initiativ blev repræsenteret. Ved valget Riksdagsvalget i Sverige 2014 fik partiet 3,12% af stemmerne, og klarede dermed ikke spærregrænsen på 4%.
Blandt andet har det givet FI stor medieopmærksomhed, at partiet ønskede at afskaffe ægteskabs- og partnerskabslovgivning i Sverige, og i stedet erstatte disse med en samlivslov som ikke indeholder forudsætninger om samlivets art.
Partiet har oplevet interne stridigheder, og enkelte tidligere centrale medlemmer har meldt sig ud, fordi de mente at organisationen havde en for venstreradikal linje.
Partiet ideologiske udgangspunkt er "antiracistisk femminisme".
Partiet inspirerede til oprettelsen af tre søsterpartier i Norge, Finland og Danmark, som delte logo og navn.

## Partiledere
- Sofia Karlsson, Devrim Mavi, Gudrun Schyman 2005–2006
- Sofia Karlsson, Gudrun Schyman 2006–2007
- Gudrun Schyman, Stina Sundberg 2007–2011
- Sissela Nordling Blanco, Carl Emanuelsson, Stina Svensson 2011–2013
- Sissela Nordling Blanco, Gudrun Schyman, Stina Svensson 2013–2015
- Sissela Nordling Blanco, Gudrun Schyman 2015–2016
- Gudrun Schyman 2016–2017
- Victoria Kawesa, Gudrun Schyman 2017
- Gudrun Schyman 2017–2018
- Gita Nabavi, Gudrun Schyman 2018–

## Valgresultater

### Riksdagsvalget
| År   | Stemmer | Procent   | Mandater | +/– | Ref. |
| ---- | ------- | --------- | -------- | --- | ---- |
| 2006 | 37.954  | 0.7 (#9)  | 0 / 349  | N/A |      |
| 2010 | 24.139  | 0.4 (#10) | 0 / 349  | 0   |      |
| 2014 | 194.719 | 3.1 (#9)  | 0 / 349  | 0   |      |

### Europa-Parlamentsvalg
| År   | Stemmer | Procent    | Mandater | +/– | Ref. |
| ---- | ------- | ---------- | -------- | --- | ---- |
| 2009 | 70.434  | 2.22 (#11) | 0 / 20   | N/A |      |
| 2014 | 82.763  | 5.49 (#9)  | 1 / 20   | 1   |      |

## Feministisk Initiativ i Danmark
Inspireret af det svenske initiativ og oprettelsen af tilsvarende søsterpartier i Norge og Finland stiftede en gruppe kvinder 5. juni 2017 et tilsvarende dansk parti med navnet Feministisk Initiativ. 
Partiet stillede op i Region Hovedstaden og Københavns Kommune ved kommunal- og regionsrådsvalgene i 2017 og  2021, men fik ikke nogen kandidater valgt. Sit bedste resultat opnåede partiet ved kommunalvalget i København i 2017, hvor det opnåede 0,7 % af stemmerne.

### Kommunalvalg
| År   | Kommune   | Stemmer | Procent     | Ref.   |
| ---- | --------- | ------- | ----------- | ------ |
| 2017 | København | 2.060   | 0,7 % (#11) | [ 17 ] |
| 2021 | København | 405     | 0,1 %       | [ 18 ] |

### Regionsrådsvalg
| År   | Region      | Stemmer | Procent     | Ref.   |
| ---- | ----------- | ------- | ----------- | ------ |
| 2017 | Hovedstaden | 3.528   | 0,4 % (#12) | [ 19 ] |
| 2021 | Hovedstaden | 1.020   | 0,1 %       | [ 20 ] |